# Knudsonhypothese
Als Knudsonhypothese bezeichnet man die Annahme, dass Krebs das Resultat mehrerer aufeinander folgender Mutationen in der DNA der betroffenen Zelle ist. 

## Bezeichnung
Die Annahme wurde von Alfred G. Knudson im Jahre 1971 ausformuliert. Knudsons Arbeit führte indirekt zur Entdeckung der Krebsgene. Er erhielt dafür 1998 den Albert Lasker Award for Clinical Medical Research.

## Historische Entwicklung
Theodor Boveri postulierte bereits 1914, dass eine Kombination von chromosomalen Defekten zur Krebsentstehung führen würde. Er vermutete, dass der Verlust (oder Defekt) zweier homologer elterlicher Chromosomen infolge von unabhängigen Mutationsereignissen zur Entstehung von Tumoren führt. Die sogenannte Multi-Mutationen-Theorie der Krebsentstehung wurde erstmals 1953 von Carl O. Nordling im British Journal of Cancer publiziert. Nordling bemerkte, dass in den Industrienationen die Häufigkeit von Krebserkrankungen mit einer 6er-Potenz des Lebensalters der Betroffenen zunimmt. Diese Beziehung kann durch die Annahme erklärt werden, dass zur Entstehung eines Tumors sechs aufeinander folgende Mutationen notwendig sind. Knudson unternahm eine statistische Analyse der Fallzahlen des Retinoblastoms, einem Tumor der Netzhaut, der als erbliche und als sporadische Form auftritt. Er bemerkte, dass das Ersterkrankungsalter der Patienten im Falle der erblichen Form der Erkrankung geringer war und dass diese Patienten häufig einen Tumor beider Augen entwickelten, was für eine angeborene Prädisposition spricht. Knudson nahm an, dass mehrere Mutationsereignisse notwendig seien, um den Tumor auszulösen. Bei den Kindern, die eine erbliche Form des Retinoblastoms zeigen, sollte demnach die erste Mutation angeboren sein und jedes weitere Ereignis das Risiko der Krebsentstehung stark erhöhen. Bei der sporadischen Form der Erkrankung sollten während der Lebenszeit der Patienten zwei Ereignisse notwendig sein, was das spätere Ersterkrankungsalter erklären würde. Später entdeckte man, dass die Tumorentstehung mit der Aktivierung von Onkogenen und der Deaktivierung von Tumorsuppressorgenen einhergeht. Das erste Ereignis mit der Aktivierung des Onkogens wird nicht notwendigerweise zur Entstehung eines Krebsgeschwulstes führen, solange in der Zelle ein Tumorsuppressor aktiv ist. Erst eine Schädigung der Tumorsuppressorgene (im Falle des Retinoblastoms eine Inaktivierung des RB1-Gens) führt zur Ausbildung der Erkrankung.